# Alfred Moisiu
Alfred Spiro Moisiu (IPA: [alˈfrɛd spiˈrɔ ˈmɔisiu]) (Scutari, 1º dicembre 1929) è un politico e generale albanese.
È stato il 4º presidente dell'Albania, eletto il 24 luglio 2002. Nel 2007 gli è successo Bamir Topi. Attualmente è professore dell'Accademia politica del Partito socialista d'Albania. Il 10 giugno 2007 ha accolto in veste ufficiale per la prima volta nella storia dei due paesi il Presidente degli USA in carica George W. Bush.

## Biografia

### Seconda guerra mondiale e dopoguerra
Durante il periodo 1943-1945, ha combattuto nella guerra di liberazione di Albania contro l'occupazione tedesca. Nel 1946 fu inviato in Unione Sovietica come studente. Nel 1948 si è laureato alla Scuola militare di tecnologia di San Pietroburgo (ex Leningrado). A Tirana è stato comandante di plotone presso la Scuola degli ufficiali uniti (1948-1949) e come insegnante presso l'Accademia militare (1949-1951).

### Carriera militare
Dal 1952 al 1958 ha frequentato l'Accademia di tecnologia militare a Mosca, dove si laurea con una medaglia d'oro (una distinzione per l'eccellenza nei suoi studi).
Tornato in Albania, Moisiu continua la sua carriera militare nel Dipartimento degli Ingegneri del Ministero della Difesa. Dal 1967 al 1968, si è occupato dei corsi di alto livello dello staff generale all'Accademia di Difesa di Tirana. Allo stesso tempo, comandò una brigata di ponti a Kavajë (1966-1971). Nel 1971, è diventato il capo dell'ufficio di Tecnologia e Fortificazioni del Ministero della Difesa (sotto Enver Hoxha migliaia di bunker sono stati costruiti per la difesa contro gli stati ostili).
Nel 1979, Moisiu ha conseguito un dottorato in scienze militari. A partire dal 1981 è viceministro della Difesa. Sotto i ministri Beqir Balluku, Mehmet Shehu e Kadri Hasbiu egli esercita quella posizione fino all'ottobre 1982 (il Primo ministro Shehu è morto 17 dicembre 1981). Probabilmente in connessione con il conflitto tra Shehu e Enver Hoxha, Moisiu è stato inviato a Burrel, dove ha servito come comandante di una società di ingegneria dal 1982 al 1984. Moisiu ha lasciato il servizio attivo nel suo complesso.

## Carriera politica

### Dopo la caduta del blocco sovietico: ministro della difesa
Tornò alla vita pubblica nel dicembre 1991, quando fu nominato ministro della Difesa nel governo di Vilson Ahmeti, che precede il primo parlamento democraticamente eletto nell'Albania postcomunista. Mantenne questa posizione fino all'aprile 1992, quando fu formato il primo governo del partito democratico guidato da Aleksandër Meksi.
Il nuovo esecutivo invita Moisiu a lavorare come consulente presso il Ministero della Difesa. Nel 1994, Safet Zhulali lo nominò Ministro responsabile per lo sviluppo della politica di difesa dell'Albania. Moisiu consiglia di concentrarsi sulla ricostruzione delle forze armate scarse e sui preparativi necessari per la NATO. Nel 1994, ha fuso l'Associazione albanese del Nord Atlantico ed è stato eletto presidente. Il 24 gennaio 1995, il segno di un trattato individuale di associazione vincolava l'Albania all'Associazione NATO per un progetto di pace. Nel 1995, Moisiu si è occupato dei corsi VIP presso l'Università della NATO a Roma.
Quando il Partito Socialista Albanese salì al potere nel 1997, Moisiu perse la sua posizione nel ministero. Negli anni seguenti partecipò ad attività extra-governative, organizzò conferenze internazionali e discusse questioni di sicurezza e difesa nell'Europa sud-orientale, come il controllo delle armi e la raccolta delle armi delle persone civili.

### Presidente della Repubblica
Nel 2002, sotto la pressione della communità internazionale, Moisiu è diventato il candidato consensuale di tutti i principali partiti politici per la presidenza della Repubblica di Albania dopo la fine del mandato di Rexhep Meidani. Moisiu è scelto per questo incarico come ricercatore politicamente neutrale, come un effettivo riconciliatore (una qualità molto apprezzata in Albania che tende a litigi interni) e per un orientamento occidentale e NATO.
I media albanesi hanno sottolineato lo straordinario spirito di collaborazione tra i partiti socialisti e democratici: Moisiu è stato un candidato approvato da Sali Berisha e Fatos Nano.
Moisiu è eletto dal parlamento con 97 voti favorevoli, 19 contrari, 14 astenuti come Presidente della Repubblica per cinque anni.
Dopo la riforma costituzionale del novembre 1998, la politica è principalmente un compito del governo. Moisiu ha promesso di contribuire a rafforzare la democrazia parlamentare, stabilizzare la magistratura e l'integrazione dell'Albania nelle strutture euro-atlantiche.
Il giorno dopo il debutto della Presidenza di Moisiu, il Primo ministro socialista Pandeli Majko si è dimesso, e il presidente nomina Fatos Nano, il leader del Partito socialista, come nuovo primo ministro.
Più tardi, Moisiu è divenuto un forte critico di Nano per l'eccessiva concentrazione del potere e il lento ritmo delle riforme.